# 남서독일방송 교향악단

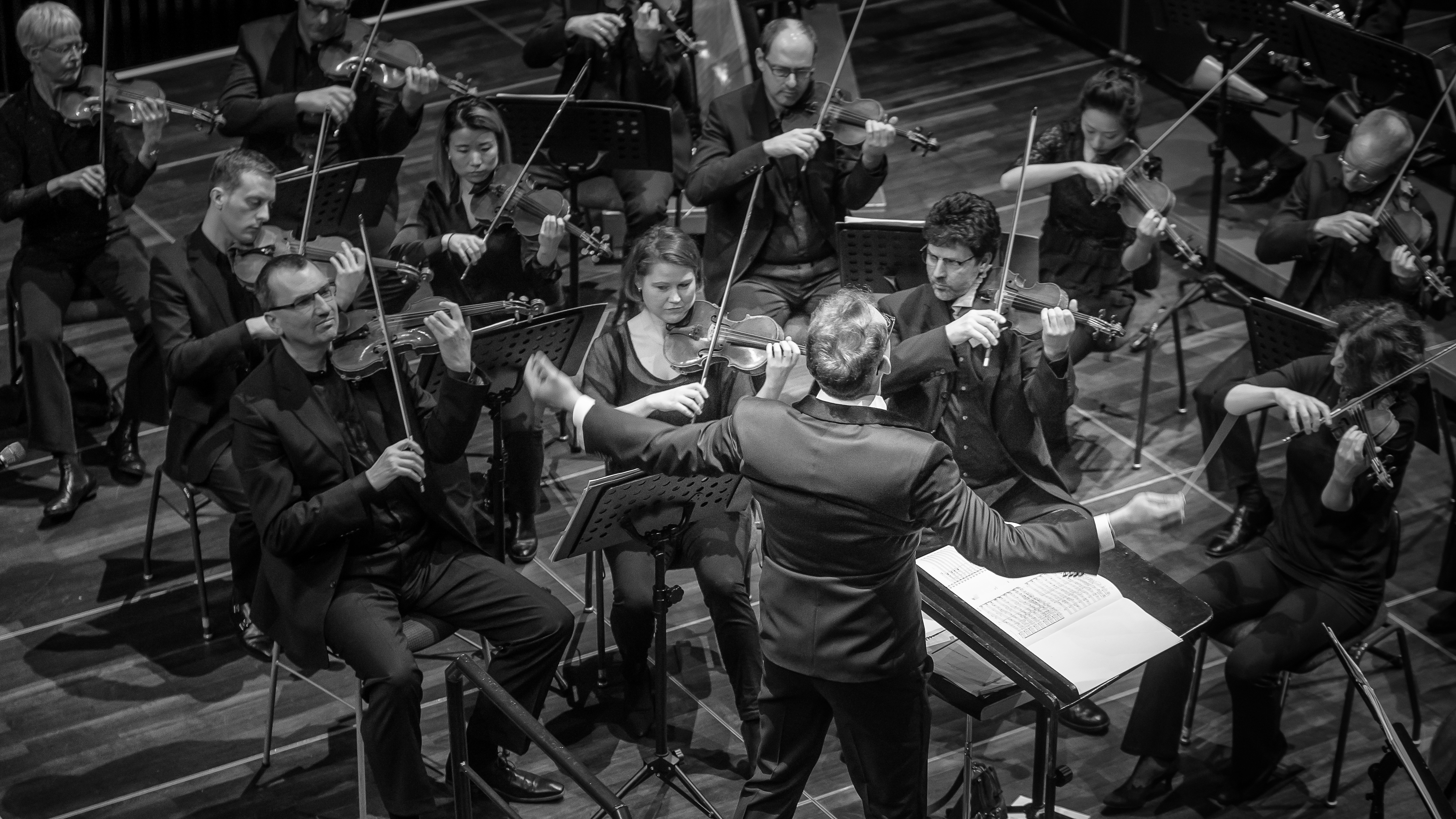
2018년 모습

남서독일방송 교향악단(독일어: SWR Symphonieorchester)은 남서독일방송 공영 방송 네트워크에 소속된 라디오 오케스트라이다. 2016년에 결성된 이 오케스트라는 행정적 연고지를 슈투트가르트에 기반을 두고 있다. 현임 오케스트라의 예술감독은 요하네스 불트만이고, 현 전무이사는 펠릭스 피셔이다. 현임 오케스트라의 수석 지휘자는 프랑수아자비에 로트이며 이전에는 테오도르 쿠렌지스가 맡았다.